# Carrol Orrison
Carrol P. Orrison (19 de mayo de 1929 - 25 de diciembre de 2016) fue un político estadounidense en el estado de Wyoming. Sirvió en la Cámara de Representantes de Wyoming como miembro del Partido Demócrata. Asistió a la Universidad de Wyoming y a la Universidad Allen, y fue propietario de una cervecería y distribuidor mayorista. Era propietario de Casper Beverage en Casper y Orrison Distributing. Murió el 25 de diciembre de 2016.